# Государственный универсальный магазин (Севастополь)
Дом Анненкова, Главный универмаг Севастополя (ГУМ) — универсальный магазин непродовольственных товаров в Севастополе. Находится в центре города, по адресу улица Маяковского, 8. Здание ГУМа является памятником архитектуры.

## История
Строительство современного здания ГУМа началось в 1898 по заказу предпринимателя Якова Анненкова, архитектор — Александр Вейзен. В 1902 году строительство перекупил московский фабрикант В. Чумаков, осенью того же года строительство было завершено.
Это было первая в городе семиэтажное (включая подвал) бетонное здание, ее стиль — модерн. Начиная с третьего этажа оконные проемы сверху имели закругленную форму. Все окна были разделены вертикальными перегородками — пилонами, огражденные перилами по типу балконов. Вдоль фасадов на третьем этаже под карнизом шла балюстрада.
По назначению это был благотворительный отель на 500—800 мест для людей небольшого достатка. Комнаты были заставлены койками, умывальниками, шкафами. Было проведено электричество, водопровод, центральное отопление. Плата за комнату составляла 10 копеек в сутки или 3 рубля в месяц на человека. В здании были лифты, баня, дезинфекционная камера, предоставлялись услуги бесплатной стирки белья, бесплатные юридические консультации. Больным в первые три дня оказывалась бесплатная медицинская помощь.

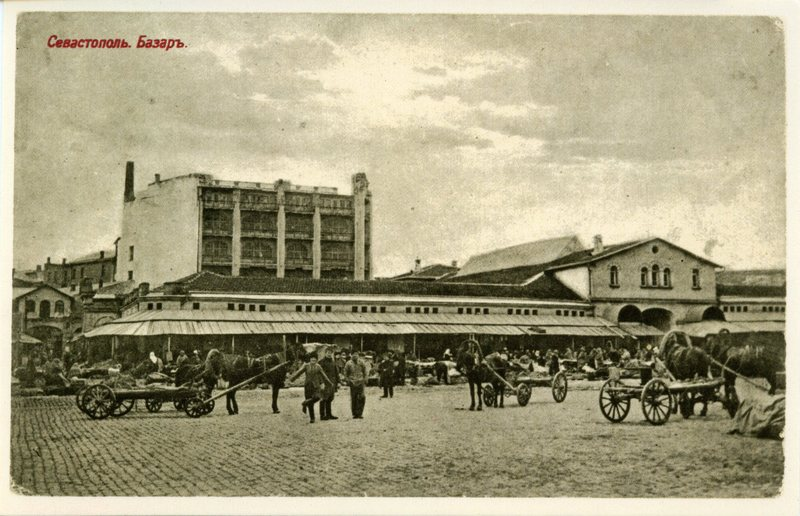
Базарная площадь Севастополя (ныне — площадь в Артбухте) в начале 20 века. На переднем плане здание базара (не сохранилась). Позади доходный дом Анненкова (сейчас в этом здании ГУМ).

Часть помещений сдавались в аренду. В подвале располагались продуктовые склады и фабрика льда. На первом этаже были торговые лавки по системе пассажа: единое пространство зала делился на магазины некапитальными перегородками. В 1904 в здании начал работу «Новый театр», где проходили спектакли и танцевальные вечера.
В 1920 году здание несколько раз сильно пострадало от пожаров. Дом стоял заброшенным с 1933 года. В 1933 здание реконструировано под дом промышленности и кооперации. В ходе той реконструкции архитектурные формы модерна сменил конструктивизм. Овальные проемы переделаны в прямоугольные, снята балюстрада, покатая крыша заменен прямоугольной.
Здание было вторично было сильно повреждено в годы Великой Отечественной войны. Последняя реконструкция началась в 1951 и завершилась в 1955. Два верхних этажа из-за значительного повреждения были снесены. Проект реконструкции выполнили архитекторы М. Гришин, С. Изаксон и инженер А. Филимонов. Здание стало пятиэтажным и приобрело черты неоклассицизма. В 1955 году здесь был открыт военный универмаг, который позже стал главным универмагом.
В 2007 проведена реконструкция здания, ГУМ переименован в ТЦ «Равелин». Однако новое название не прижилось, и позже возвратили старое название — «ГУМ».
Ныне охраняется как  Объект культурного наследия народов РФ регионального значения. Рег. № 921711260680005 (ЕГРОКН).